# Pareulype hellwegeri
Pareulype hellwegeri là một loài bướm đêm trong họ Geometridae.